# 李延馨
李延馨（1498年—？），字允明，號章涯，山西潞州人，民籍，明朝政治人物。

## 生平
嘉靖四年（1525年）乙酉科山西鄉試第六十二名舉人。嘉靖八年（1529年）中式己丑科會試第二百七十七名，登第三甲第九十九名進士。历官山东青州府推官、南京户部主事，补刑部，历员外郎、郎中，补户部，升直隶真定府知府、山东登州府知府。二十九年考察致仕。

## 家族
曾祖李志美；祖父李翥，曾任知縣；父李玹，曾任縣丞。前母王氏；母馮氏。具庆下。兄延纓、延昌。弟李延康，贡士。